# Xian de Jinxi
Le xian de Jinxi (chinois : 金溪县 ; pinyin : jīnxī xiàn) est un district administratif de la province du Jiangxi en Chine. Il est placé sous la juridiction de la ville-préfecture de Fuzhou.

## Démographie
La population du district était de 260 336 habitants en 1999.